# Галац (Алба)
Галац (рум. Galați) — село у повіті Алба в Румунії. Адміністративно підпорядковане місту Златна.
Село розташоване на відстані 286 км на північний захід від Бухареста, 22 км на захід від Алба-Юлії, 79 км на південь від Клуж-Напоки.

## Населення
За даними перепису населення 2002 року у селі проживали 393 особи, усі — румуни. Усі жителі села рідною мовою назвали румунську.